# Abbazia di Santa Maria di Rawaseneng
L'abbazia di Santa Maria di Rawaseneng è un monastero trappista che si trova nel villaggio di Ngemplak (Giava Centrale), in Indonesia.

## Storia
Nel 1953 un gruppo di monaci guidati da padre Bavo van der Ham dell'abbazia di Nostra Signora di Koningshoeven, a Tilburg, nei Paesi Bassi, ha fondato una nuova comunità monastica sull'isola di Giava.
La sua prima costruzione è datata 1958 ed è diventata ufficialmente abbazia nel 1978; è retta da una comunità di trentacinque monaci.
I monaci di Rawaseneng vivono di preghiera e delle opere di loro produzione: piantagioni di caffè, allevamento di latticini e panificazione. Il 25 agosto 2013, nella sua omelia in occasione della celebrazione del 60º anniversario di fondazione del monastero, mons. Johannes Pujasumarta ha detto che "assieme al monastero femminile Bunda Pemersatu formano due comunità che pregano e lavorano per l'arcidiocesi di Semarang".
Nel corso degli anni, l'abbazia Rawaseneng ha contribuito alla fondazione di tre monasteri trappisti femminili: il monastero Bunda Pemersatu e il monastero Lamanabi in Indonesia; il monastero Our Lady Star of Hope a Macao.

## Galleria d'immagini

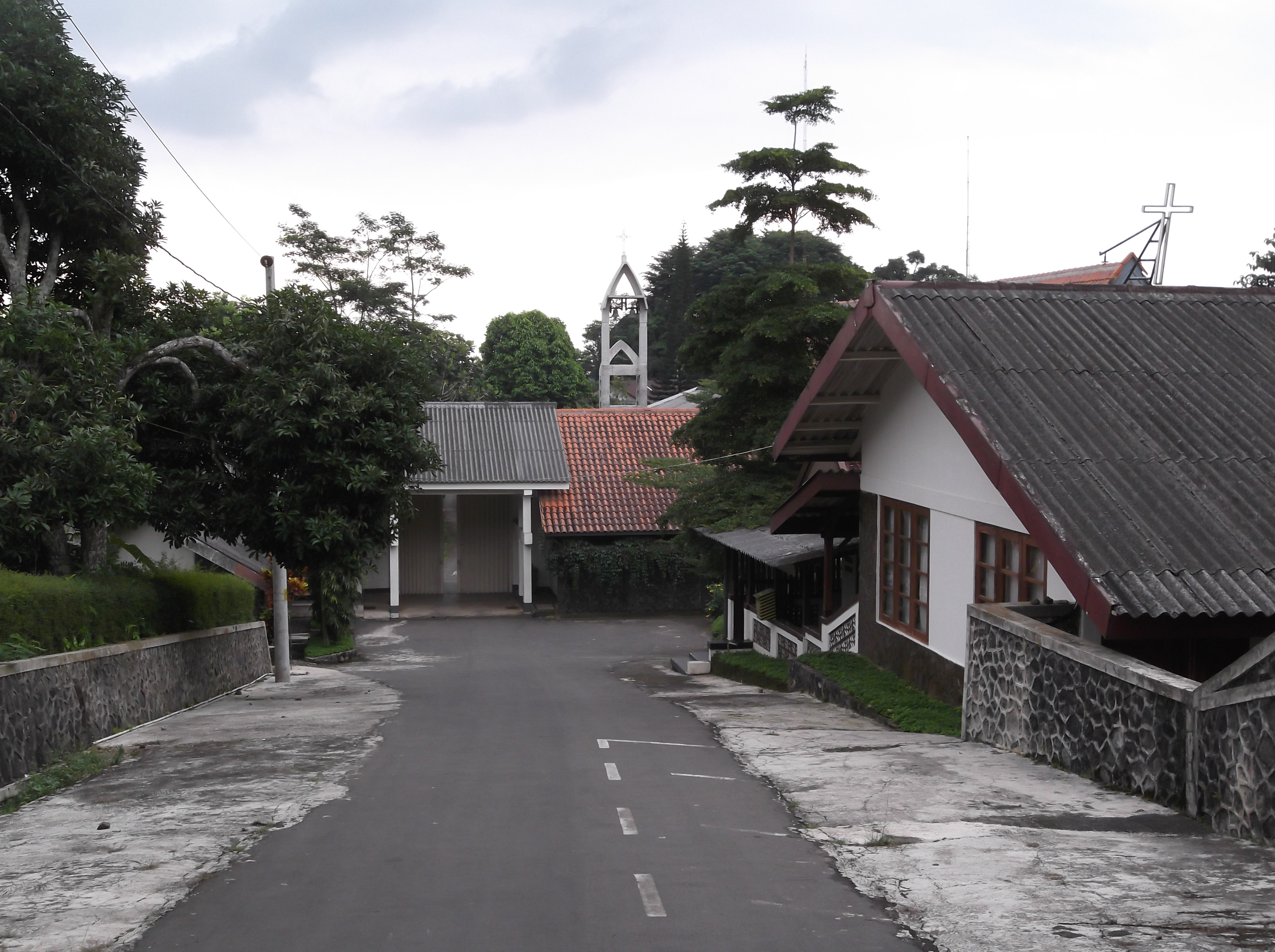
L'entrata dell'abbazia
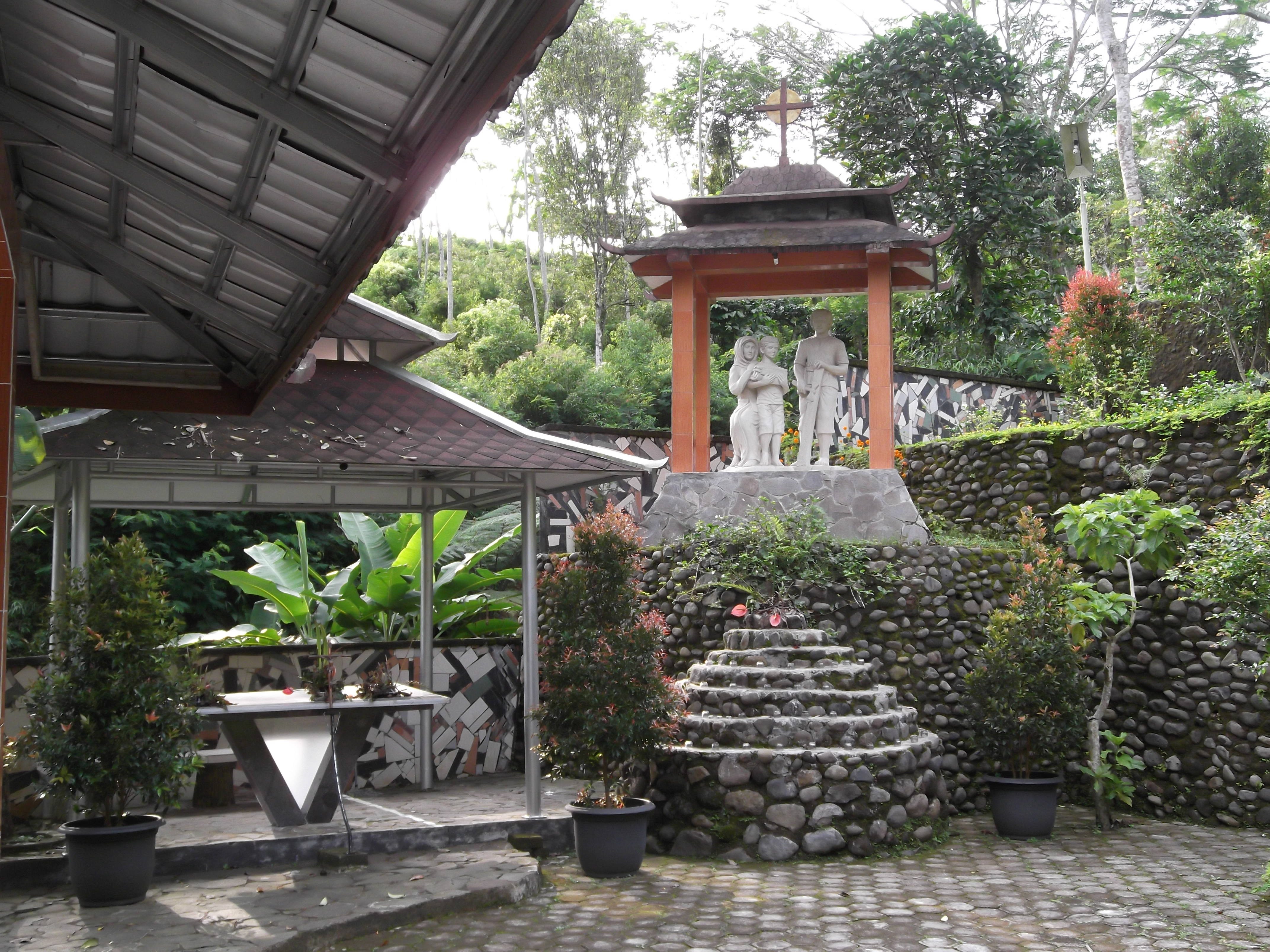
L'altare nel "giardino della preghiera"